# Krys Group
 (juin 2018).

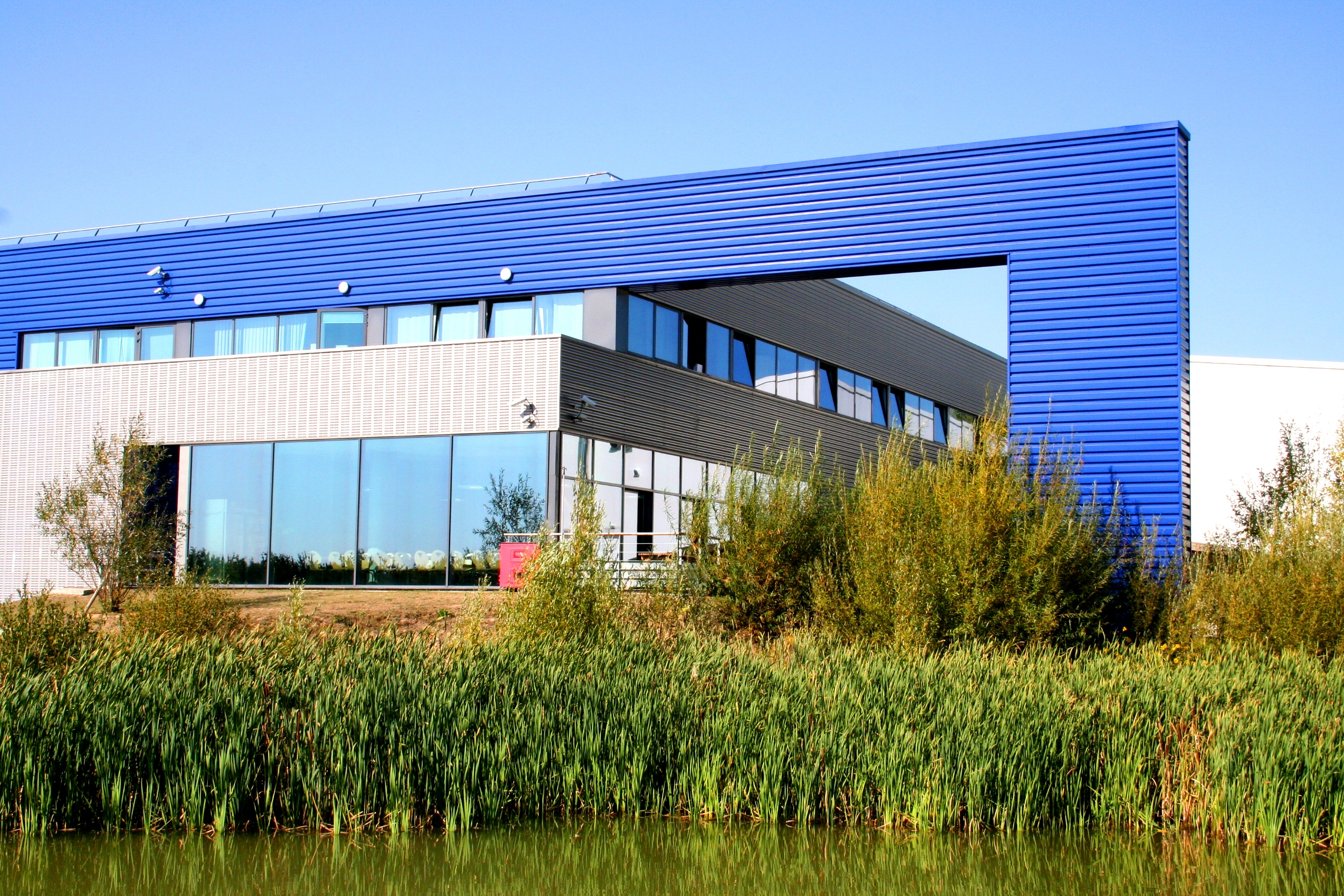
Site de production KRYS GROUP à Bazainville (Yvelines)

Krys Group est un groupement d’enseignes d’optique français comprenant trois enseignes d’optique : Krys, Le Collectif des Lunetiers et Lynx Optique ; ainsi qu'une enseigne d’audition : Krys Audition, réparties sur 1 400 points de vente.

## Historique
Paul Lardet, Guy Le Her et Robert Mascré créent, en 1964, l’association des Grands Lunetiers de France,. En 1966, l’association devient une coopérative. C’est ainsi que naît la Guilde des Lunetiers de France. Un an plus tard, l’enseigne Krys apparaît.
En 1971 Krys est la 1re enseigne à présenter les montures en libre essayage en magasin. En 1980 le réseau d’opticiens se dote d’une centrale d’achat au niveau national.   
En 1982 la Guilde crée l'enseigne Vision Plus. En 1998 KRYS Group inaugure son usine de fabrication, de surfaçage et traitement de verres à Bazainville (Yvelines). Ce site traite 9,4 millions d’articles par an, dont 1,3 million de verres produits sur place.  
En 2003 Acquisition de l'enseigne Lynx Optique, qui devient l'enseigne prix du groupe. 
En 2012 KRYS Group est le 1er verrier à obtenir le label Origine France Garantie, label renouvelé en 2015,,, puis 2018. En 2014 Création de l'enseigne Krys Audition. L'enseigne Krys devient partenaire officiel du Tour de France, et parrain du Maillot Blanc en 2015,,.  
Avec 1,2 milliard de CA en 2021, KRYS GROUP occupe 16 % de parts de marché sur le marché de l’optique en France.  
En mai 2025, Krys Group officialise l’acquisition de Seecly, une marketplace dédiée aux lunettes reconditionnées.  

## Organisation
La gouvernance du groupe s’organise autour d’un conseil d'administration, composé d’opticiens élus, dont le président est Frédéric Mazeaud depuis 2018, ainsi que d’un comité de direction dont le directeur général est Jean-Pierre Champion.

## Enseignes
En plus de Krys, le Groupe compte trois autres enseignes : Vision Plus lancé en 1982, Lynx Optique racheté en 2003, et enfin Krys Audition qui a vu le jour en 2014.

### Krys
Lancée en 1967, Krys est l’enseigne phare du groupe.  

### Krys Audition
Lancée en janvier 2014, Krys Audition vend des solutions contre les troubles auditifs. 
En plus de proposer piles et produits d’entretien, elle commercialise également sa propre gamme.

### Le Collectif des Lunetiers
Vision Plus est un réseau de magasins d’optique créé en 1982, renommé en 2023 Le Collectif des Lunetiers.
Le chiffre d’affaires de l’enseigne s’élève en 2017 à 131 millions d’euros.

### Lynx Optique
Lynx Optique est un réseau de magasins d’optique créé en 1968. 
Krys Group rachète la marque en 2003. Cette acquisition permet au Groupe de proposer une offre alternative à son enseigne mère.
Depuis 2010, l'enseigne et sa marque sœur Vision Plus, sont dirigées par Christophe Dagron.
Lynx Optique dispose d'un site marchand lancé en 2014 qui commercialise montures solaires, lentilles de contact et piles pour appareils auditifs.